# Hemisferios de Magdeburgo

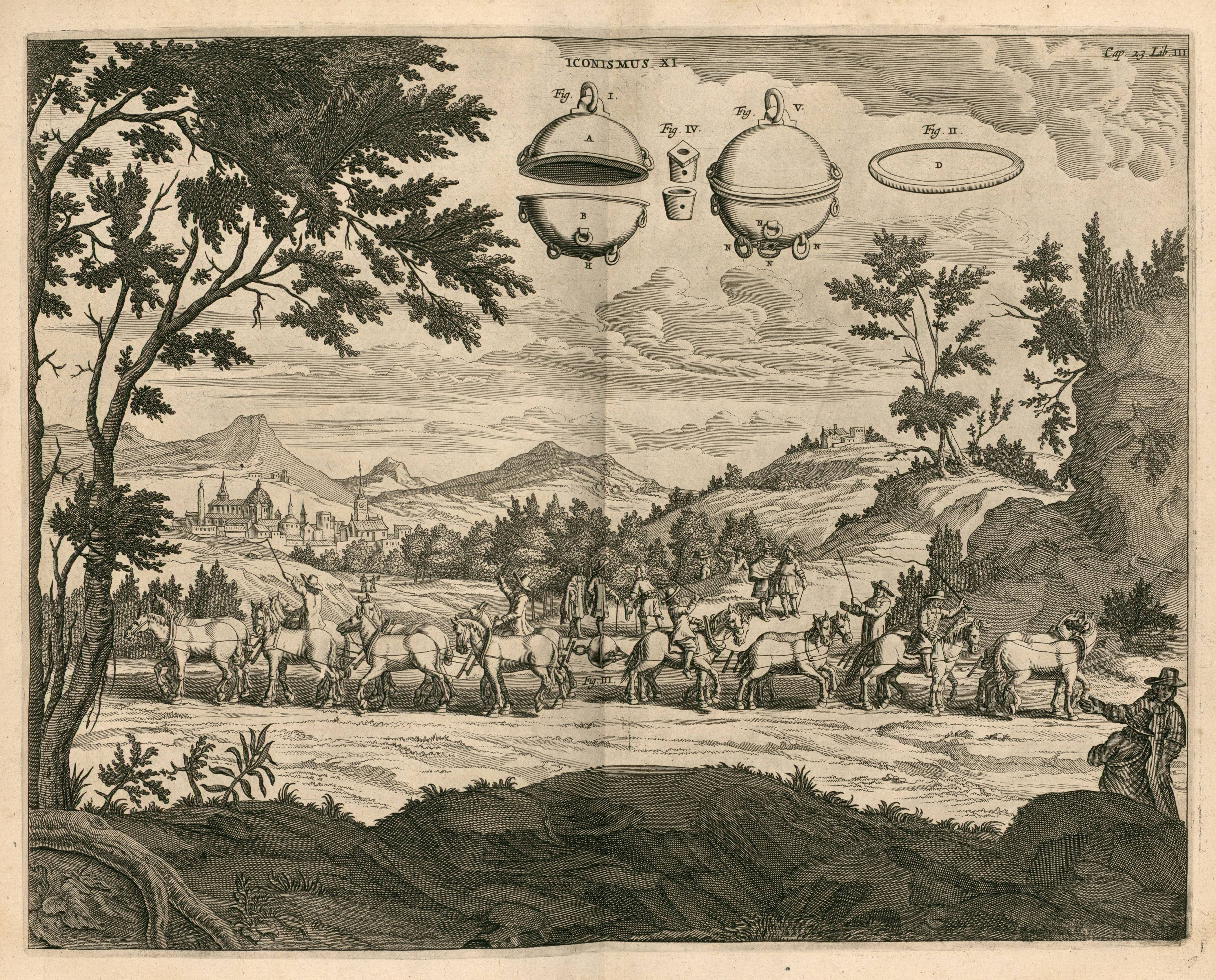
Grabado de Gaspar Schott del experimento de Otto von Guericke de los hemisferios de Magdeburgo.

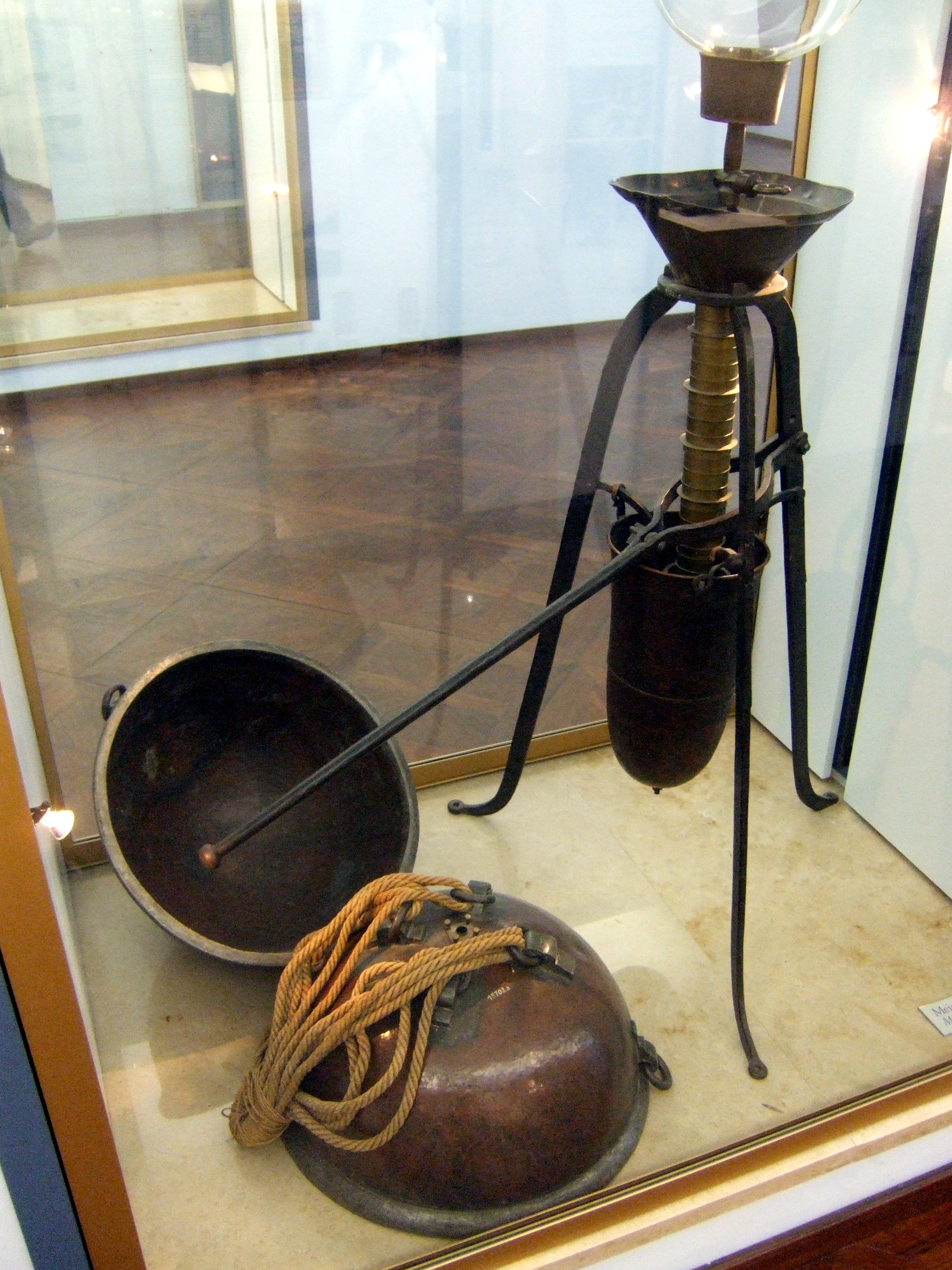
Los hemisferios de Magdeburgo originales y la bomba de vacío de Guericke en el Deutsches Museum, Múnich, Alemania.

Los hemisferios de Magdeburgo son un par de grandes hemisferios de cobre que se ajustan con un anillo de acoplamiento formando una esfera y que se utilizan para demostrar el poder de la presión atmosférica. La demostración consistió en intentar separar ambos hemisferios por sendos tiros de caballos cuando los bordes se sellaron con grasa y se extrajo el aire de su interior mediante una máquina neumática o bomba, creando un vacío. Los hemisferios de Magdeburgo fueron diseñados en 1654 por el científico alemán y burgomaestre de Magdeburgo, Otto von Guericke, para mostrar la bomba de vacío que había inventado y el concepto de la presión atmosférica. El primer vacío artificial había sido producido unos años antes por Evangelista Torricelli y había inspirado a Guericke para diseñar la primera bomba de vacío del mundo, que consistía en un cilindro y pistón con válvulas de mariposa de un solo sentido. Los hemisferios se hicieron populares en las clases de física como ilustración del poder de la presión del aire y todavía se utilizan en ámbitos educativos. Un par de los hemisferios originales se conservan en el Deutsches Museum de Múnich.

## Aspecto
El artefacto consta de dos medias esferas de cobre de 50 cm de diámetro y unos 65 litros de capacidad. Soldado en una de ellas hay un conducto con una válvula que puede abrirse y cerrarse a voluntad. Fue diseñado y creado por Von Guericke. En el polo de cada hemisferio hay una argolla para poder sujetarlo.

## Historia y utilidad
El experimento consistía en tratar de separar dos hemisferios metálicos, de unos 50 cm de diámetro, unidos entre sí por simple contacto, formando una esfera herméticamente cerrada, de la que se extraía el aire con una bomba de vacío, por cierto, inventada por el propio Von Guericke. Para facilitar el cierre hermético de las semiesferas metálicas o hemisferios se disponía de un aro de cuero que se colocaba entre las superficies que se tocaban. Cada hemisferio disponía de varias argollas para pasar cuerdas o cadenas por ellas y así poder tirar hacia los lados opuestos.
Los espectadores quedaron totalmente impresionados al comprobar que diferentes grupos de hombres tirando con todas sus fuerzas hacia ambos lados no conseguían separar los hemisferios. Tampoco pudieron inicialmente separarlos dieciséis caballos, en dos tiros de ocho a cada lado. Solo después de un tiempo haciendo un gran esfuerzo lograron su objetivo provocando un estruendo enorme. Los hemisferios que formaban la esfera, que tanto esfuerzo costó abrir, se separaban sin ninguna dificultad con solo dejar entrar de nuevo aire en su interior.
En 1654, Von Guericke realizó en Ratisbona —ante el público que se reunió y el propio emperador Fernando III de Habsburgo— una demostración más circense que científica, al dotar al experimento de un cuadro propio de la época, muy espectacular, para ganar fama a la vez que intentaba dotarlo de realismo y credibilidad (en aquellos tiempos, para no ser tildado de farsante se requería la presencia e intervención de personajes ilustres). 
Sirve en la práctica como experimento en física para las demostraciones de la presión atmosférica.
En los hemisferios solo actúa la presión atmosférica, ya que al extraer el aire no hay presión en el interior. Por el contrario, el aire atmosférico ejerce presión sobre la superficie exterior de los hemisferios y, si esta superficie es suficientemente grande, se necesita una fuerza bastante considerable para separarlos.

## Aspecto técnico
Cabe destacar que el formato esférico es el ideal estructuralmente para soportar la diferencia de presión, pero mientras tolere esta diferencia, cualquier formato que asegure la estanqueidad es viable. El diseño debe impedir el desplazamiento lateral.
Las dos partes, juntas, son comparables a un cuerpo hueco con el interior al vacío (en la práctica, con una pequeñísima parte  de la presión atmosférica exterior) y sumergido en un fluido (el aire), que somete al conjunto a una compresión uniforme. La diferencia de presión entre el interior y el exterior del dispositivo crea una fuerza que lo mantiene unido. Por supuesto, sólo los componentes normales (perpendiculares) al plano de contacto entre las dos partes actúan para mantener la unión.

### Cálculo elemental
La resistencia a la separación está determinada por el producto de la diferencia de presión y la superficie del plano de contacto delimitado por los puntos de este contacto.
De manera sencilla, responde a la fórmula general (ver Cálculo avanzado):
{\displaystyle F=\Delta p\ A}
donde {\displaystyle F} es la fuerza en newtons o en kilopondios (kp, como equivalente del kilogramo fuerza, kgf), {\displaystyle \Delta p} es la diferencia de presión (presión exterior menos presión interior) en pascales (Pa) y {\displaystyle A} es el área del círculo en el punto de contacto expresado en metros cuadrados (m²), considerando que 1 atmósfera equivale a 101 325 Pa. Si por ejemplo, calculamos sobre un dispositivo de 25 cm de radio, similar al utilizado por Von Guericke y, luego de la unión, disminuimos la presión interna hasta 0,2 atm, tenemos:
{\displaystyle F=(p_{2}-p_{1})\pi R^{2}}
Siendo que el área de la sección circular de la esfera de radio {\displaystyle R} igual a {\displaystyle piR^{2}} y suponiendo despreciable el espesor de los hemisferios, es decir, el aumento del radio exterior respecto del radio interior es pequeño en comparación al radio {\displaystyle R}.
Reemplazando:
{\displaystyle F=(101\ 325\ {\text{Pa}}-20\ 265\ {\text{Pa}})pi(0,25\ {\text{m}})^{2}=15\ 916\ {\text{N}}\approx 1624\ {\text{kp}}=1624\ {\text{kg.}}}
Si consideramos un peso promedio de 80 kg por persona, soportaría el peso de aproximadamente unas 20 personas.

### Cálculo avanzado
Otra demostración de este experimento requiere del uso de cálculo integral. Desde la física sabemos que {\displaystyle p=F/S}, donde {\displaystyle p} es la presión en pascales (Pa), {\displaystyle F} es la fuerza en newtons (N) y {\displaystyle S} la superficie de la zona en la que la fuerza actúa, tomada en metros cuadrados (m²). Conocemos {\displaystyle p} y {\displaystyle S} y queremos averiguar {\displaystyle F}. Tomando {\displaystyle dF=\Delta p\,dS} y considerando solo el componente vertical, obtenemos {\displaystyle dF_{z}=\Delta p\,dS_{z}} con {\displaystyle dS_{z}=\cos {\theta }\,dS}.
En este punto podemos decir:
{\displaystyle F_{z}=\iint _{S}\Delta p\,dS_{z}=\Delta p\iint _{S}\cos {\theta }\,dS}

Coordenadas esféricas

Pasando de coordenadas cartesianas a esféricas, tenemos que {\displaystyle dS=J\,d\theta \,d\phi }, donde {\displaystyle J} es el determinante Jacobiano y en este caso es igual a {\displaystyle R^{2}\sin {\theta }} con {\displaystyle R} como radio de la esfera. Por lo tanto, se obtiene:
{\displaystyle F_{z}=\Delta p\iint _{S}\cos {\theta }\,dS=\Delta p\int _{0}^{2\pi }\,d\phi \int _{0}^{\pi /2}R^{2}\sin {\theta }\cos {\theta }\,d\theta }
Extrayendo las constantes y aplicando el seno del ángulo doble, se puede escribir:
{\displaystyle F_{z}={\frac {R^{2}\Delta p}{4}}\int _{0}^{2\pi }\,d\phi \int _{0}^{\pi /2}\sin {2\theta }\,d(2\theta )={\frac {R^{2}\Delta p}{4}}2\pi [-\cos {\pi }+\cos {0}]=\pi R^{2}\Delta p}
que es el producto entre la diferencia de la presión y el área del círculo máximo, la circunferencia de coincidencia de los puntos de contacto entre los dos hemisferios.
Usando los mismos valores del modelo anterior, utilizado por Von Guericke, pero esta vez, llevando la presión interior a 0,1 atm, tendremos:
{\displaystyle F_{z}=\pi R^{2}\Delta p=\pi (0.25\ {\text{m}})^{2}(1.013\times 10^{5}\ {\text{Pa}}-1.013\times 10^{4}\ {\text{Pa}})\cong 17\ 901{\text{N}}}
que corresponden aproximadamente a 1825 kgf en el límite de separación. Si consideramos un peso promedio de 70 kg por persona, soportaría el peso de aproximadamente veintiséis individuos.

### Aplicaciones
Las ventosas funcionan con un principio análogo y tienen interesantes aplicaciones prácticas, sobre todo en la industria.